# Rohy
Rohy è un comune della Repubblica Ceca facente parte del distretto di Třebíč, nella regione di Vysočina.